# Analíticos Anteriores

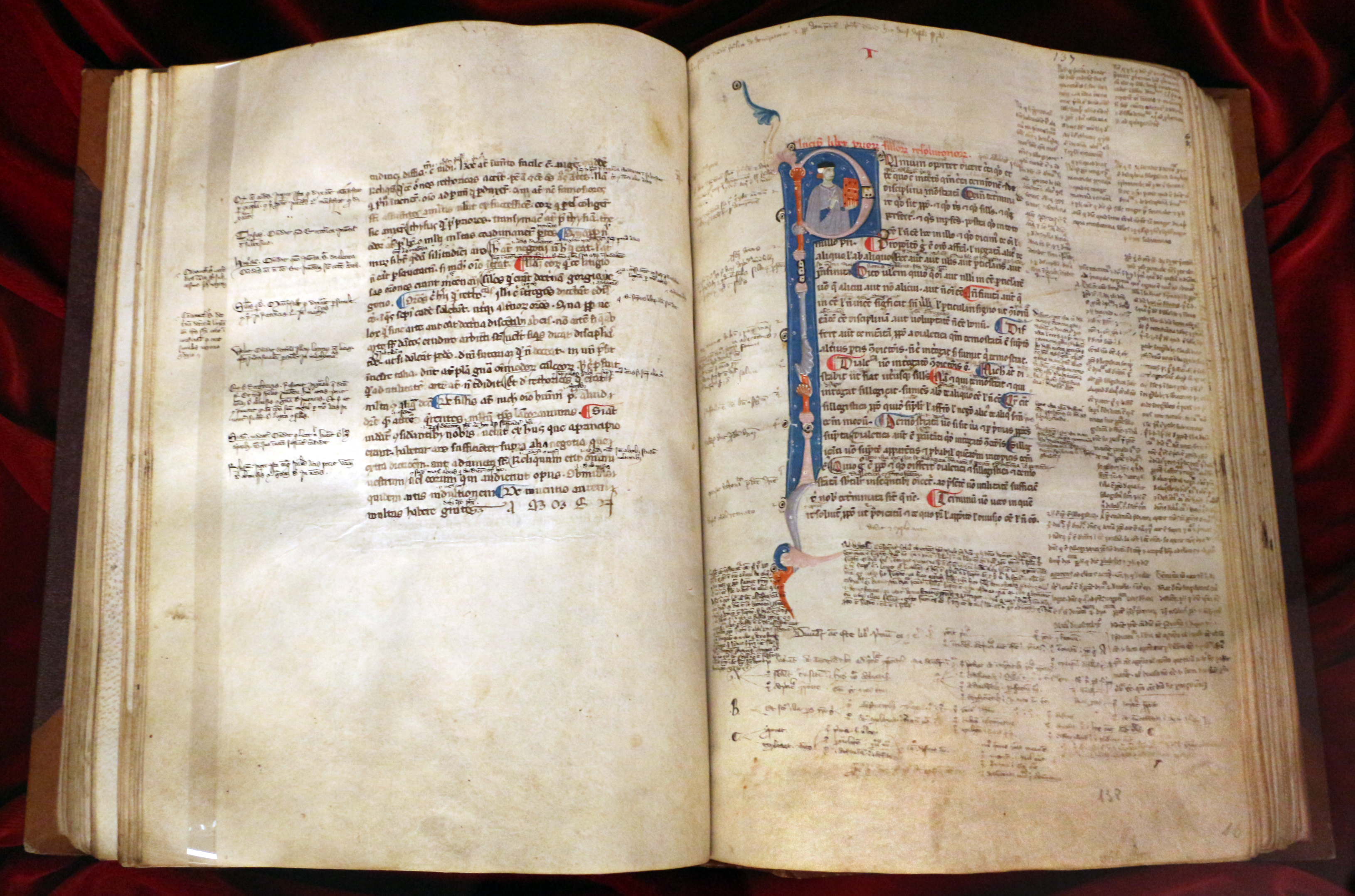
Analíticos Anteriores, de Aristóteles, em latim
(c. 1290, Biblioteca Medicea Laurenziana, Florença).

Analíticos anteriores (em grego, Ἀναλυτικῶν προτέρων, transl. Analytikón protéron; em latim, Analytica priora), é um texto do filósofo grego Aristóteles de Estagira. É composto por dois livros (na numeração Bekker, I: 24a-52b; II: 52b-70b) e não existem dúvidas acerca da autenticidade da obra. É o terceiro livro do "Organon", sucedendo Da Interpretação e antecedendo os Analíticos posteriores. Edições mais clássicas traduzem Ἀναλυτικῶν προτέρων como Primeiros analíticos.
Analíticos anteriores é um dos textos mais importantes não apenas de Aristóteles mas, também, da própria lógica, já que é nesse texto que o filósofo apresenta sua teoria do silogismo. O texto ocupa-se com análise dos argumentos, de acordo com suas formas, isto é, de acordo com as várias figuras e modos do silogismo.
Segundo o filósofo:
"Nossa primeira tarefa consiste em indicar o objeto de estudo de nossa investigação e a que ciência ele pertence: que concerne à demonstração e que pertence a uma ciência demonstrativa. Em seguida teremos de definir o significado de premissa, termo e silogismo, e distinguir entre um silogismo perfeito e um imperfeito; depois disso, necessitaremos explicar em que sentido diz-se estar ou não estar um termo inteiramente contido num outro e o que entendemos por ser predicado de todo ou de nenhum" (An. Pr., 24a).

## Livro I
O livro I, trata especificamente da teoria do silogismo, e representa o primeiro estudo significativo de lógica formal, entendendo-se por lógica o estudo de argumentos formais. Nele Aristóteles identifica argumentos válidos e inválidos que chamava de deduções e hoje são reconhecidos como silogismos, uma subclasse da classe deduções. Isto ocorre porque a definição de dedução fornecida por Aristóteles é muito mais ampla do que o conjunto de silogismos: "Um silogismo é um argumento que consiste de três proposições: duas premissas e uma conclusão. Embora Aristóteles não as chame de proposições categóricas, a tradição que se sucedeu o faz. Ele apenas trata delas muito rapidamente nos Analíticos, e mais detalhadamente em Da Interpretação". Todas as proposições utilizadas em um silogismo contém um sujeito e um predicado, que são compostos de termos sujeito e termos predicado, respectivamente. A modo com que eles são conectados é através da utilização do verbo ser (nas universais, são). Contudo, em seu texto são encontradas formas que hoje não são ortodoxas, como P pertence a todo S (ao invés de Todo S é P, como hoje em dia).
Existem quatro tipos de proposições: Universal Afirmativa, Universal Negativa, Particular Afirmativa, Particular Negativa. Na tradição medieval foram-lhes atribuídas as seguintes letras: A, E, I, O, respectivamente.

### As Figuras
Nas proposições das premissas um termo aparecia necessariamente duas vezes, e a ele Aristóteles chamou de termo médio. Dependendo de sua posição (se Sujeito ou Predicado) nas proposições que formavam as premissas, o argumento se enquadrava em determinada figura. Ele mencionava três figura (primeira, segunda e terceira), porém a tradição "completou" o sistema com a quarta figura. Se o termo médio é Predicado na primeira premissa, e Sujeito na segunda, o argumento é de primeira figura. Se ele for Predicado em ambas as premissas, o argumento é de segunda figura. Caso seja Sujeito em ambas as premissas, o argumento é da terceira figura. A quarta figura é, na verdade idêntica a primeira, porém é trocada a ordem das proposições. Assim, nessa figura, a primeira premissa contém o termo médio como Sujeito e a segunda como Predicado.
A distribuição do termo médio em figuras pode ser ilustrada com a seguinte tabela:
|                | Primeira Figura     | Segunda Figura      | Terceira Figura     | Quarta Figura       |
| -------------- | ------------------- | ------------------- | ------------------- | ------------------- |
|                | Predicado — Sujeito | Predicado — Sujeito | Predicado — Sujeito | Sujeito — Predicado |
| Premissa Maior | B ------------ A    | B ------------ A    | A ------------ B    | A ------------ B    |
| Premissa Menor | C ------------ B    | B ------------ C    | C ------------ B    | B ------------ C    |
| Conclusão      | A ********** C      | A ********** C      | A ********** C      | A ********** C      |

### Silogismos na Primeira Figura
De acordo com a mnemotécnica medieval, os silogismos da primeira figura são: Barbara, Celarent, Darii e Ferio. É possível também obter silogismos com conclusões enfraquecidas: Barbari e Celaront.

### Silogismos na Segunda Figura
De acordo com a mnemotécnica medieval, os silogismos da segunda figura são: Camestres, Cesare, Festino e Baroco.

### Silogismos na Terceira Figura
De acordo com a mnemotécnica medieval, os silogismos da terceira figura são: Darapti, Felapton, Disamis, Datisi, Bocardo e Ferison.

### Silogismos na Quarta Figura
Essa figura foi adicionada, na tradição, por Teofrasto, pupilo de Aristóteles. Contudo, há evidências de que Aristóteles já conhecia a quarta figura. De acordo com a mnemotécnica medieval, os silogismos da quarta figura são: Bamalip, Calemes, Dimatis, Fesapo e Fresison.

## Livro II
O livro II, trata das propriedades do silogismo, falsas conclusões e raciocínios próximos dos silogismo.

## Traduções

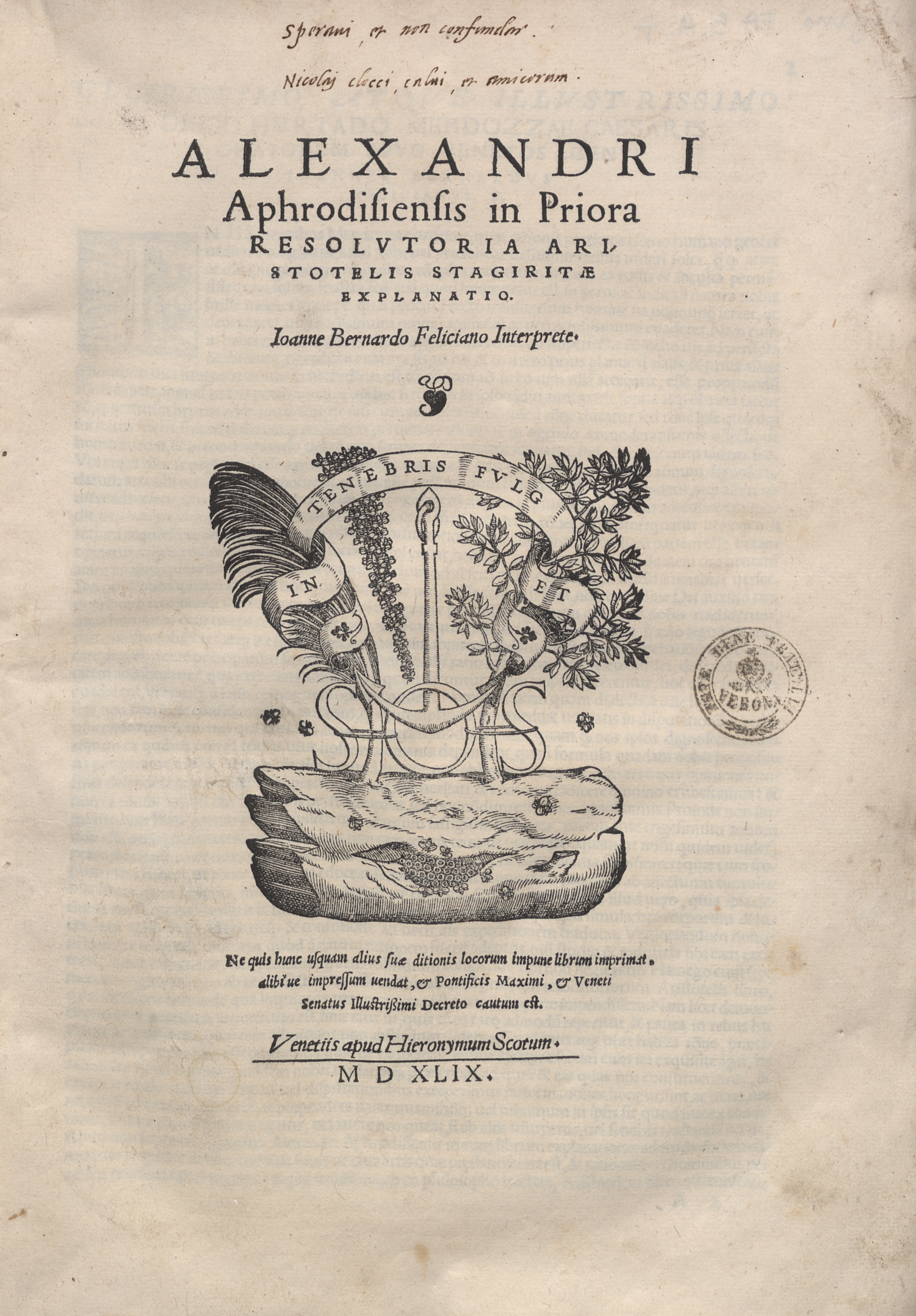
Commentaria in Analytica priora Aristotelis, 1549

Existem, em língua portuguesa, as seguintes traduções de Analíticos anteriores:
- ARISTÓTELES. Órganon. Tradução do grego, textos adicionais e notas de Edson BINI. Bauru: Edipro, 2005. 608p. pp. 111-250: Analíticos anteriores. ISBN 572833870.
- ARISTÓTELES. Órganon. Tradução do grego e notas de Pinharanda GOMES. Lisboa: Guimarães Editores, 1987. 174p. VOL. III. pp. 10-253: Analíticos anteriores.

Já na língua inglesa, há uma edição crítica de William David Ross (que também inclui os Analíticos Posteriores), duas traduções comentadas – de Robin Smith e de Gisela Striker (limitada ao livro I) – e duas traduções bastante citadas em artigos e estudos sobre Aristóteles – de Hugh Tredennick e de A. J. Jenkinson.